# Instancia (formulario)
La instancia es un modelo básico de comunicación con la Administración pública que, con ligeras variantes, un administrado o interesado puede utilizar para reclamar, solicitar, denunciar o como sustituto de algún impreso. También es útil para entregar adjunta documentación o información a la Administración.

## Estructura
Si bien la Ley de Procedimiento Administrativo de cada país suele indicar su contenido, la instancia se redacta en tercera persona (no en primera persona) y se divide normalmente en:
- Título de la autoridad a quien se dirige la instancia; por ejemplo: "Ilmo: Sr." seguido de punto y aparte.
- Encabezamiento con los datos personales del solicitante y finalmente en mayúsculas "EXPONE:" separado de esos datos; por ejemplo: "Pepito de los Palotes, de 19 años de edad, domiciciliado en Caspe, calle del Compromiso, núm. 90, 2.º izda, con DNI 6147241 F y título de bachiller elemental obtenido en el IES "María de Gracia" de Granada en 2001... EXPONE:"
- Exposición de hechos o fundamentos de derecho, en diversos párrafos precedidos por "Que" y finalmente, separado en renglón aparte y en mayúsculas, "SOLICITA:". Por ejemplo: "Que en el BOE del 24 de abril aparece una convocatoria de becas". "Que cree reunir las condiciones precisas para optar a una, como se prueba por los siguientes documentos adjuntos (...), por todo lo cual... SOLICITA:"
- Solicitud propiamente dicha. Por ejemplo: "Que se le admita como participane en el concurso convocado y le sea concedida una de dichas becas"
- Lugar y fecha de la instancia
- Firma.
- Nombre del firmante, lugar y fecha de la instancia. Por ejemplo: "Pepito de los Palotes, en Vicálvaro, España, a 3 de junio de 2018".
- Cargo de la autoridad a la cual se dirige la instancia en mayúsculas o versalitas, en párrafo segregado o separado del resto al pie del documento, el . Por ejemplo: "ILMO. SR. DIRECTOR GENERAL DE UNIVERSIDADES E INVESTIGACIÓN. MINISTERIO DE EDUCACIÓN Y CIENCIA. MADRID".

En el encabezamiento debe identificarse el organismo público o la Administración competentes, así como los datos que identifican al administrado. Estos datos pueden ser, entre otros, el nombre, apellidos y dirección postal (ciudad, código postal, calle, número, piso, puerta) a efectos de notificaciones. Con carácter opcional, puede añadirse el teléfono o la dirección de correo electrónico. En algunos ordenamientos jurídicos, como el español, es preciso que el particular manifieste expresamente que consiente en la notificación por medios telemáticos.
La exposición de hechos y fundamentos de derecho suele estar encabezada por la palabra "EXPONE" y en ella se relacionan, de manera ordenada los hechos o circunstancias que justifican o legitiman lo que se pide más adelante. La petición suele agregarse bajo el título de "SOLICITA" y expresa, concretada al máximo, la acción, ayuda, corrección de error, modificación, reconocimiento de un derecho que el interesado persigue.
Bajo el título "DOCUMENTACIÓN ADJUNTA", en su caso, se mencionan todos los documentos que se añaden a la instancia para justificar la veracidad de lo afirmado o el cumplimiento de los requisitos. 
Al pie del escrito se anotan ciudad, fecha y firma, así como el nombre del organismo o cargo al que se dirige la instancia.

## Presentación
Los escritos dirigidos a la Administración Pública pueden presentarse en la sede del organismo al que se dirijan o ante cualquier otro órgano administrativo, que lo remitirá al órgano competente. Algunos ordenamientos prevén la posibilidad de presentar estos escritos en oficinas de correo postal.
De la presentación deja constancia el funcionario con un sello de registro con un número y la fecha de entrega, tanto en el original como en la copia que, en su caso, quede en poder del interesado. Esta copia sirve como documento acreditativo de la presentación de la instancia.
Cuando es necesario presentar documentación, ésta debe ser o bien original o bien una fotocopia compulsada o acompañada del original. En el tercer caso, en el registro se cotejan o compulsan las fotocopias después de verificar que se corresponden con los originales.
- Datos: Q11926754